# NHL Entry Draft 2022
Der NHL Entry Draft 2022 fand am 7. und 8. Juli 2022 im Centre Bell in Montréal in der kanadischen Provinz Québec statt und somit erstmals seit 2019 wieder zentral an einem Ort und nicht mehr als Videokonferenz.
Der slowakische linke Flügelspieler Juraj Slafkovský wurde von den Canadiens de Montréal als First Overall Draft Pick gewählt, womit er zum ersten Slowaken wurde, der von der ersten Gesamtposition aus gedraftet wurde; zuvor war Marián Gáborík, der von den Minnesota Wild im Jahr 2000 an der dritten Gesamtposition gewählt wurde, der am höchsten gedraftete slowakische Eishockey-Spieler. An der zweiten Gesamtposition wählten die New Jersey Devils Verteidiger und Slafkovskýs Landsmann Šimon Nemec, als Dritter wurde Logan Cooley von den Arizona Coyotes gedraftet.

## Verfügbare Spieler
Alle Spieler, die zwischen dem 1. Januar 2002 und dem 15. September 2004 geboren wurden, sind für den Draft verfügbar. Zusätzlich sind alle ungedrafteten, nicht-nordamerikanischen Spieler über 20 für den Draft zugelassen. Ebenso sind diejenigen Spieler verfügbar, die beim NHL Entry Draft 2020 gewählt wurden und bis zum Zeitpunkt des Entry Draft 2022 keinen Einstiegsvertrag bei ihrem ursprünglichen Draftverein unterschrieben haben.

## Draft-Reihenfolge

### Lotterie
Legende: Erstes Wahlrecht  Zweites Wahlrecht
| Nr. | Team                  | Chance |
| 1.  | Canadiens de Montréal | 25,5 % |
| 2.  | Arizona Coyotes       | 13,5 % |
| 3.  | Seattle Kraken        | 11,5 % |
| 4.  | Philadelphia Flyers   | 9,5 %  |
| 5.  | New Jersey Devils     | 8,5 %  |
| 6.  | Chicago Blackhawks    | 7,5 %  |

| Nr. | Team              | Chance |
| 7.  | Ottawa Senators   | 6,5 %  |
| 8.  | Detroit Red Wings | 6,0 %  |
| 9.  | Buffalo Sabres    | 5,0 %  |
| 10. | Anaheim Ducks     | 3,5 %  |
| 11. | San Jose Sharks   | 3,0 %  |

Die Draft-Reihenfolge aller Teams, die in der Saison 2021/22 die Playoffs verpassten, wurde durch die Draft-Lotterie bestimmt. Wie im Vorjahr eingeführt wurden auch in diesem Jahr nur zwei statt wie zuvor drei Wahlrechte verlost, allerdings mit zwei wesentlichen Änderungen, die mit diesem Draft in Kraft traten: Die beiden Ziehungen verlosten nicht in jedem Falle das erste und zweite Wahlrecht, sondern vielmehr das Recht, maximal zehn Ränge aufzusteigen. Das bedeutet, dass nur die an 1 bis 11 gesetzten Mannschaften eine Chance auf das erste Wahlrecht hatten. Sollte beispielsweise das an Rang 14 gesetzte Team die erste Ziehung gewinnen, erhielt es somit das vierte Wahlrecht. Die jeweiligen Gewinnchancen mussten somit gegenüber den Vorjahren erneut angepasst werden und sind für die erste Ziehung in der Tabelle dargestellt, allerdings nur für die Mannschaften, die überhaupt die Möglichkeit hatten, das erste Wahlrecht zu gewinnen. Die zweite wesentliche Änderung war, dass von nun an jedes Team nur maximal zweimal in einem Zeitraum von fünf Jahren eine Ziehung in der Lotterie gewinnen kann.
Die Draft-Lotterie fand am 10. Mai 2022 statt, wobei die Canadiens de Montréal als schwächste Mannschaft der vergangenen Saison auch das erste Wahlrecht zugelost bekamen. Das zweite Wahlrecht ging derweil an die New Jersey Devils, die somit drei Plätze aufstiegen.
Die Draftreihenfolge der 16 Playoff-Teilnehmer stand nach dem Stanley-Cup-Finale fest. Der Stanley-Cup-Sieger wurde auf Position 32, der Finalgegner auf Position 31 gesetzt. Auf den Positionen 29 und 30 wurden die im Halbfinale ausgeschiedenen Teams einsortiert. Die restlichen Playoff-Mannschaften wurden anhand ihres Tabellenstandes in der regulären Saison gesetzt. Dabei galt, dass die Mannschaft mit den wenigen Punkten auf Position 17 steht. Die Draft-Reihenfolge galt für alle Runden des Entry Draft, die Lotterie veränderte somit nur die Reihenfolge der ersten Wahlrunde. Zudem konnten die Mannschaften über Transfers Wahlrechte anderer Teams erwerben sowie eigene an andere Mannschaften abgeben.

### Transfers von Erstrunden-Wahlrechten
| Datum             | Von                      | Zu                       | Anmerkung |
| ----------------- | ------------------------ | ------------------------ | --- |
| 23. Juli 2021     | Chicago Blackhawks       | Columbus Blue Jackets    | Die Chicago Blackhawks erhielten Seth Jones, ein Erstrunden-Wahlrecht im NHL Entry Draft 2021 sowie ein Sechstrunden-Wahlrecht für den Draft 2022 und sandten im Gegenzug Adam Boqvist, jeweils ein Erstrunden-Wahlrecht für die Drafts 2021 und 2022 sowie ein Zweitrunden-Wahlrecht für den Draft 2021 nach Columbus. |
| 24. Juli 2021     | Florida Panthers         | Buffalo Sabres           | Die Florida Panthers erhielten Sam Reinhart und sandten im Gegenzug Devon Levi sowie das Erstrunden-Wahlrecht nach Buffalo. |
| 28. Juli 2021     | Colorado Avalanche       | Arizona Coyotes          | Die Colorado Avalanche erhielt Darcy Kuemper und sandte im Gegenzug Conor Timmins, das Erstrunden-Wahlrecht sowie ein konditionales Drittrunden-Wahlrecht für den NHL Entry Draft 2024 nach Arizona. |
| 4. September 2021 | Carolina Hurricanes      | Canadiens de Montréal    | Die Carolina Hurricanes erhielten Jesperi Kotkaniemi im Rahmen eines Offer Sheet und mussten daher als Kompensation ein Erstrunden- sowie ein Drittrunden-Wahlrecht für den Draft 2022 an die Canadiens abgeben. |
| 4. September 2021 | Canadiens de Montréal    | Arizona Coyotes          | Die Canadiens de Montréal erhielten Christian Dvorak und sandten im Gegenzug das Erstrunden-Wahlrecht der Carolina Hurricanes sowie ein Zweitrunden-Wahlrecht im NHL Entry Draft 2024 nach Arizona. Dabei sollten die Coyotes das niedrigere von dem eigenen der Canadiens sowie dem der Carolina Hurricanes erhalten, was letztlich das der Hurricanes (27. Position) wurde. |
| 4. November 2021  | Vegas Golden Knights     | Buffalo Sabres           | Die Vegas Golden Knights erhielten Jack Eichel sowie ein Drittrunden-Wahlrecht für den NHL Entry Draft 2023 und sandten im Gegenzug Alex Tuch, Peyton Krebs, das Erstrunden-Wahlrecht sowie ein Drittrunden-Wahlrecht für den Draft 2023 nach Buffalo. |
| 14. Februar 2022  | Calgary Flames           | Canadiens de Montréal    | Die Calgary Flames erhielten Tyler Toffoli und sandten im Gegenzug Tyler Pitlick, Emil Heineman, das Erstrunden-Wahlrecht sowie ein Fünftrunden-Wahlrecht im NHL Entry Draft 2023 nach Montréal. |
| 19. März 2022     | Boston Bruins            | Anaheim Ducks            | Die Boston Bruins erhielten Hampus Lindholm sowie Kodie Curran und sandten im Gegenzug Urho Vaakanainen, John Moore, das Erstrunden-Wahlrecht sowie je ein Zweitrunden-Wahlrecht für die NHL Entry Drafts 2023 und 2024 nach Anaheim. |
| 21. März 2022     | New York Rangers         | Winnipeg Jets            | Die New York Rangers erhielten Andrew Copp sowie ein Sechstrunden-Wahlrecht im NHL Entry Draft 2023 und sandten Morgan Barron, ein konditionales Erstrunden-Wahlrecht, ein Zweitrunden-Wahlrecht im Draft 2022 oder 2023 sowie ein Fünftrunden-Wahlrecht im Draft 2023 nach New York. Das konditionale Wahlrecht sollte nur eines für die erste Runde bleiben, sofern die Rangers in den Playoffs 2022 zwei Runden gewinnen und Copp dabei mindestens die Hälfte der Spiele bestreitet, was sich letztlich erfüllte. |
| 29. Juni 2022     | Los Angeles Kings        | Minnesota Wild           | Die Los Angeles Kings erhielten Kevin Fiala und sandten im Gegenzug Brock Faber sowie das Erstrunden-Wahlrecht nach Minnesota. |
| 7. Juli 2022      | Chicago Blackhawks       | Ottawa Senators          | Die Chicago Blackhawks erhielten das Erstrunden-Wahlrecht und Zweitrunden-Wahlrecht der Ottawa Senators sowie ein Drittrunden-Wahlrecht im NHL Entry Draft 2024 im Tausch für Alex DeBrincat. |
| 7. Juli 2022      | Canadiens de Montréal    | New York Islanders       | Die Canadiens de Montréal erhielten das Erstrunden-Wahlrecht der New York Islanders im Tausch für Alexander Romanow und ein Viertrunden-Wahlrecht. |
| 7. Juli 2022      | Chicago Blackhawks       | Canadiens de Montréal    | Die Chicago Blackhawks erhielten das Erstrunden-Wahlrecht der Canadiens de Montréal, das ursprünglich den New York Islanders gehörte, sowie ein Drittrunden-Wahlrecht im Tausch für Kirby Dach. |
| 7. Juli 2022      | Arizona Coyotes (Tausch) | San Jose Sharks (Tausch) | Die Arizona Coyotes erhielten das Erstrunden-Wahlrecht der San Jose Sharks (Position 11) im Tausch für das Erstrunden-Wahlrecht der Arizona Coyotes, das ursprünglich den Carolina Hurricanes gehörte (27. Position), sowie zwei Zweitrunden-Wahlrechte, von denen eines den New York Islanders gehörte. |
| 7. Juli 2022      | Chicago Blackhawks       | Toronto Maple Leafs      | Die Chicago Blackhawks erhielten Petr Mrázek und das Erstrunden-Wahlrecht der Toronto Maple Leafs im Tausch für ein Zweitrunden-Wahlrecht. |
| 7. Juli 2022      | Arizona Coyotes (Tausch) | Edmonton Oilers (Tausch) | Die Arizona Coyotes erhielten Zack Kassian, das Erstrunden-Wahlrecht der Edmonton Oilers (29. Position) sowie ein Drittrunden-Wahlrecht im NHL Entry Draft 2024 und ein Zweitrunden-Wahlrecht im NHL Entry Draft 2025 im Tausch für das Erstrunden-Wahlrecht der Edmonton Oilers, das ursprünglich der Colorado Avalanche gehörte (32. Position). |
| 7. Juli 2022      | Ottawa Senators          | Chicago Blackhawks       | Die Ottawa Senators erhielten Alex DeBrincat und sandten im Gegenzug das Erstrunden-Wahlrecht, ein Zweitrunden-Wahlrecht in diesem Draft sowie ein Viertrunden-Wahlrecht im NHL Entry Draft 2024 nach Chicago. |

## Rankings
Die Final Rankings der NHL Central Scouting Services vom 11. Mai 2022 sowie das mehrere externe Ranglisten vereinende Consolidated Ranking von eliteprospects.com mit den vielversprechendsten Talenten für den NHL Entry Draft 2022:
| Rang | Feldspieler Nordamerika | Pos. | Feldspieler Europa   | Pos. |
| ---- | ----------------------- | ---- | -------------------- | ---- |
| 1    | Shane Wright            | C    | Juraj Slafkovský     | LW   |
| 2    | Logan Cooley            | C    | Joakim Kemell        | RW   |
| 3    | Cutter Gauthier         | LW   | Šimon Nemec          | D    |
| 4    | Matthew Savoie          | C    | David Jiříček        | D    |
| 5    | Conor Geekie            | C    | Marco Kasper         | C    |
| 6    | Pawel Mintjukow         | D    | Jonathan Lekkerimäki | RW   |
| 7    | Kevin Korchinski        | D    | Danila Jurow         | RW   |
| 8    | Luca Del Bel Belluz     | C    | Liam Öhgren          | LW   |
| 9    | Isaac Howard            | LW   | Lian Bichsel         | D    |
| 10   | Owen Beck               | C    | Brad Lambert         | C    |

| Rang | Torhüter Nordamerika | Torhüter Europa |
| ---- | -------------------- | --------------- |
| 1    | Tyler Brennan        | Topias Leinonen |
| 2    | Iwan Schihalau       | Hugo Hävelid    |
| 3    | Dylan Silverstein    | Jan Spunar      |

| Rang | Spieler              | Pos. |
| ---- | -------------------- | ---- |
| 1    | Shane Wright         | C    |
| 2    | Logan Cooley         | C    |
| 3    | Juraj Slafkovský     | LW   |
| 4    | Šimon Nemec          | D    |
| 5    | David Jiříček        | D    |
| 6    | Joakim Kemell        | RW   |
| 7    | Matthew Savoie       | C    |
| 8    | Cutter Gauthier      | LW   |
| 9    | Frank Nazar          | C    |
| 10   | Jonathan Lekkerimäki | RW   |

## Draftergebnis
| Inhaltsverzeichnis Runde 1 \| Runde 2 \| Runde 3 \| Runde 4 \| Runde 5 \| Runde 6 \| Runde 7 |

### Runde 1
| #   | Spieler                | Nationalität       | Position | NHL-Team                                                                                | College-/Junioren-/Profi-Team                       |
| --- | ---------------------- | ------------------ | -------- | --------------------------------------------------------------------------------------- | --------------------------------------------------- |
| 1.  | Juraj Slafkovský       | Slowakei           | LW       | Canadiens de Montréal                                                                   | TPS Turku (Liiga)                                   |
| 2.  | Šimon Nemec            | Slowakei           | D        | New Jersey Devils                                                                       | HK Nitra (slowak. Extraliga)                        |
| 3.  | Logan Cooley           | Vereinigte Staaten | C        | Arizona Coyotes                                                                         | USA Hockey National Team Development Program (USHL) |
| 4.  | Shane Wright           | Kanada             | C        | Seattle Kraken                                                                          | Kingston Frontenacs (OHL)                           |
| 5.  | Cutter Gauthier        | Vereinigte Staaten | LW       | Philadelphia Flyers                                                                     | USA Hockey National Team Development Program (USHL) |
| 6.  | David Jiříček          | Tschechien         | D        | Columbus Blue Jackets (von Chicago Blackhawks)                                          | HC Plzeň 1929 (tschech. Extraliga)                  |
| 7.  | Kevin Korchinski       | Kanada             | D        | Chicago Blackhawks (von Ottawa Senators)                                                | Seattle Thunderbirds (WHL)                          |
| 8.  | Marco Kasper           | Osterreich         | C        | Detroit Red Wings                                                                       | Rögle BK (SHL)                                      |
| 9.  | Matthew Savoie         | Kanada             | C        | Buffalo Sabres                                                                          | Winnipeg Ice (WHL)                                  |
| 10. | Pawel Mintjukow        | Russland           | D        | Anaheim Ducks                                                                           | Saginaw Spirit (OHL)                                |
| 11. | Conor Geekie           | Kanada             | C        | Arizona Coyotes (von San Jose Sharks)                                                   | Winnipeg Ice (WHL)                                  |
| 12. | Denton Mateychuk       | Kanada             | D        | Columbus Blue Jackets                                                                   | Moose Jaw Warriors (WHL)                            |
| 13. | Frank Nazar            | Vereinigte Staaten | C        | Chicago Blackhawks (von New York Islanders via Canadiens de Montréal)                   | USA Hockey National Team Development Program (USHL) |
| 14. | Rutger McGroarty       | Vereinigte Staaten | RW       | Winnipeg Jets                                                                           | USA Hockey National Team Development Program (USHL) |
| 15. | Jonathan Lekkerimäki   | Schweden           | RW       | Vancouver Canucks                                                                       | Djurgårdens IF (SHL)                                |
| 16. | Noah Östlund           | Schweden           | C        | Buffalo Sabres (von Vegas Golden Knights)                                               | Djurgårdens IF (SHL)                                |
| 17. | Joakim Kemell          | Finnland           | RW       | Nashville Predators                                                                     | JYP Jyväskylä (Liiga)                               |
| 18. | Lian Bichsel           | Schweiz            | D        | Dallas Stars                                                                            | Leksands IF (SHL)                                   |
| 19. | Liam Öhgren            | Schweden           | LW       | Minnesota Wild (von Los Angeles Kings)                                                  | Djurgårdens IF (SHL)                                |
| 20. | Iwan Miroschnitschenko | Russland           | RW       | Washington Capitals                                                                     | Omskije Krylja (Wysschaja Hockey-Liga)              |
| 21. | Owen Pickering         | Kanada             | D        | Pittsburgh Penguins                                                                     | Swift Current Broncos (WHL)                         |
| 22. | Nathan Gaucher         | Kanada             | C        | Anaheim Ducks (von Boston Bruins)                                                       | Remparts de Québec (LHJMQ)                          |
| 23. | Jimmy Snuggerud        | Vereinigte Staaten | RW       | St. Louis Blues                                                                         | USA Hockey National Team Development Program (USHL) |
| 24. | Danila Jurow           | Russland           | RW       | Minnesota Wild                                                                          | HK Metallurg Magnitogorsk (KHL)                     |
| 25. | Sam Rinzel             | Vereinigte Staaten | D        | Chicago Blackhawks (von Toronto Maple Leafs)                                            | Chaska High School (US High School)                 |
| 26. | Filip Mešár            | Slowakei           | RW       | Canadiens de Montréal (von Calgary Flames)                                              | HK Poprad (slowak. Extraliga)                       |
| 27. | Filip Bystedt          | Schweden           | C        | San Jose Sharks (von Carolina Hurricanes via Canadiens de Montréal und Arizona Coyotes) | Linköping HC (SHL)                                  |
| 28. | Jiří Kulich            | Tschechien         | C        | Buffalo Sabres (von Florida Panthers)                                                   | HC Energie Karlovy Vary (tschech. Extraliga)        |
| 29. | Maveric Lamoureux      | Kanada             | D        | Arizona Coyotes (von Edmonton Oilers)                                                   | Voltigeurs de Drummondville (LHJMQ)                 |
| 30. | Brad Lambert           | Finnland           | C        | Winnipeg Jets (von New York Rangers)                                                    | Pelicans Lahti (Liiga)                              |
| 31. | Isaac Howard           | Vereinigte Staaten | LW       | Tampa Bay Lightning                                                                     | USA Hockey National Team Development Program (USHL) |
| 32  | Reid Schaefer          | Kanada             | LW       | Edmonton Oilers (von Colorado Avalanche via Arizona Coyotes)                            | Seattle Thunderbirds (WHL)                          |

### Runde 2
| #        | Spieler              | Nationalität       | Position | NHL-Team                                                      | College-/Junioren-/Profi-Team                       |
| -------- | -------------------- | ------------------ | -------- | ------------------------------------------------------------- | --------------------------------------------------- |
| 33.      | Owen Beck            | Kanada             | C        | Canadiens de Montréal                                         | Mississauga Steelheads (OHL)                        |
| 34.      | Cameron Lund         | Vereinigte Staaten | C        | San Jose Sharks (von Arizona Coyotes)                         | Green Bay Gamblers (USHL)                           |
| 35.      | Jagger Firkus        | Kanada             | RW       | Seattle Kraken                                                | Moose Jaw Warriors (WHL)                            |
| 36.      | Artjom Duda          | Russland           | D        | Arizona Coyotes (von Philadelphia Flyers)                     | Krasnaja Armija Moskau (MHL)                        |
| 37.      | Ryan Chesley         | Vereinigte Staaten | D        | Washington Capitals (von New Jersey Devils)                   | USA Hockey National Team Development Program (USHL) |
| 38.      | Fraser Minten        | Kanada             | C        | Toronto Maple Leafs (von Chicago Blackhawks)                  | Kamloops Blazers (WHL)                              |
| 39.      | Paul Ludwinski       | Kanada             | C        | Chicago Blackhawks (von Ottawa Senators)                      | Kingston Frontenacs (OHL)                           |
| 40.      | Dylan James          | Kanada             | LW       | Detroit Red Wings                                             | Sioux City Musketeers (USHL)                        |
| 41.      | Topias Leinonen      | Finnland           | G        | Buffalo Sabres                                                | JYP Jyväskylä (Liiga)                               |
| 42.      | Noah Warren          | Kanada             | D        | Anaheim Ducks                                                 | Olympiques de Gatineau (LHJMQ)                      |
| 43.      | Julian Lutz          | Deutschland        | LW       | Arizona Coyotes (von San Jose Sharks)                         | EHC Red Bull München (DEL)                          |
| 44.      | Luca Del Bel Belluz  | Kanada             | C        | Columbus Blue Jackets                                         | Mississauga Steelheads (OHL)                        |
| 45.      | Mattias Hävelid      | Schweden           | D        | San Jose Sharks (von New York Islanders via Arizona Coyotes)  | Linköping HC (SHL)                                  |
| 46.      | Seamus Casey         | Vereinigte Staaten | D        | New Jersey Devils (von Winnipeg Jets via Washington Capitals) | USA Hockey National Team Development Program (USHL) |
| 47.      | Hunter Haight        | Kanada             | C        | Minnesota Wild (von Vancouver Canucks via Arizona Coyotes)    | Barrie Colts (OHL)                                  |
| 48.      | Matyáš Šapovaliv     | Tschechien         | C        | Vegas Golden Knights                                          | Saginaw Spirit (OHL)                                |
| 49.      | Jani Nyman           | Finnland           | RW       | Seattle Kraken (von Nashville Predators)                      | Ilves Tampere (Liiga)                               |
| 50.      | Christian Kyrou      | Kanada             | D        | Dallas Stars                                                  | Erie Otters (OHL)                                   |
| 51.      | Jack Hughes          | Vereinigte Staaten | C        | Los Angeles Kings                                             | Northeastern University (NCAA)                      |
| 52.      | Dmitri Butschelnikow | Russland           | LW       | Detroit Red Wings (von Washington Capitals)                   | SKA Serebrjannyje Lwi (MHL)                         |
| 53.      | Tristan Luneau       | Kanada             | D        | Anaheim Ducks (von Pittsburgh Penguins)                       | Olympiques de Gatineau (LHJMQ)                      |
| 54.      | Matthew Poitras      | Kanada             | C        | Boston Bruins                                                 | Guelph Storm (OHL)                                  |
| 55.      | Elias Salomonsson    | Schweden           | D        | Winnipeg Jets (von St. Louis Blues via New York Rangers)      | Skellefteå AIK (SHL)                                |
| 56. Anm. | Rieger Lorenz        | Kanada             | LW       | Minnesota Wild                                                | Okotoks Oilers (AJHL)                               |
| 57.      | Ryan Greene          | Kanada             | C        | Chicago Blackhawks (von Minnesota Wild)                       | Green Bay Gamblers (USHL)                           |
| 58.      | Niklas Kokko         | Finnland           | G        | Seattle Kraken (von Toronto Maple Leafs)                      | Kärpät Oulu U20 (U20 SM-sarja)                      |
| 59.      | Topi Rönni           | Finnland           | C        | Calgary Flames                                                | Tappara Tampere U20 (U20 SM-sarja)                  |
| 60.      | Gleb Trikosow        | Russland           | LW       | Carolina Hurricanes                                           | Omskije Jastreby (MHL)                              |
| 61.      | David Goyette        | Kanada             | C        | Seattle Kraken (von Florida Panthers via Calgary Flames)      | Sudbury Wolves (OHL)                                |
| 62.      | Lane Hutson          | Vereinigte Staaten | D        | Canadiens de Montréal (von Edmonton Oilers)                   | USA Hockey National Team Development Program (USHL) |
| 63.      | Adam Sýkora          | Slowakei           | LW       | New York Rangers                                              | HK Nitra (slowak. Extraliga)                        |
| 64.      | Filip Nordberg       | Schweden           | D        | Ottawa Senators (von Tampa Bay Lightning)                     | Södertälje SK (HockeyAllsvenskan)                   |
| 65.      | Calle Odelius        | Schweden           | D        | New York Islanders (von Colorado Avalanche)                   | Djurgårdens IF (SHL)                                |

### Runde 3
| #   | Spieler        | Nationalität | Position | NHL-Team                                  | College-/Junioren-/Profi-Team |
| --- | -------------- | ------------ | -------- | ----------------------------------------- | ----------------------------- |
| 75. | Vinzenz Rohrer | Osterreich   | C        | Canadiens de Montréal (von Anaheim Ducks) | Ottawa 67’s (OHL)             |

### Runde 6
| #    | Spieler            | Nationalität | Position | NHL-Team        | College-/Junioren-/Profi-Team |
| ---- | ------------------ | ------------ | -------- | --------------- | ----------------------------- |
| 163. | Maksymilian Szuber | Deutschland  | D        | Arizona Coyotes | EHC Red Bull München (DEL)    |